# NGC 1017
NGC 1017 é uma galáxia irregular (Im) localizada na direcção da constelação de Cetus. Possui uma declinação de -11° 00' 38" e uma ascensão recta de 2 horas, 37 minutos e 49,9 segundos.
A galáxia NGC 1017 foi descoberta em 29 de Setembro de 1886 por Lewis A. Swift.